# Ото I фон Золмс-Браунфелс
Ото I фон Золмс-Браунфелс (на немски: Otto I von Solms-Braunfels; * ок. 1375 в Браунфелс; † сл. 5 март 1410) е граф на Золмс-Браунфелс.
Той е вторият син на граф Бернхард I фон Золмс-Браунфелс († 1347/1349) и съпругата му Гостия фон Хорстмар-Ахауз († 1347), дъщеря на граф Ото II фон Хорстмар-Ахауз-Отенщайн († 1323/1325) и Магарета фон Гьор († сл. 1333). По баща е внук на граф Хайнрих III фон Золмс-Браунфелс († 1311/1312) и Елизабет (Лиза) фон Липе (* ок. 1270; † 1325), дъщеря на Бернхард IV фон Липе († 1275) и графиня Агнес фон Клеве († 1285). По-големият му брат Хайнрих VI умира след 30 май 1361 г. Брат му Конрад II († ок. 1398) е каноник в Минден и Кьолн.

## Фамилия
Ото I се жени пр. 11 юни 1375 г. за Агнес фон Фалкенщайн-Мюнценберг (* ок. 1358; † 1409), дъщеря на Филип VI фон Боланден-Фалкенщайн († 1373) и Агнес фон Фалкенщайн-Мюнценберг († 1380), дъщеря на Филип V фон Фалкенщайн-Боланден († 1365/1343) и Елизабет фон Ханау († 1389). Те имат децата:
- Бернхард II фон Золмс-Браунфелс (* ок. 1400; † 6 август 1459), граф на Золмс-Браунфелс, женен на 6 юли 1421 г. за Елизабет фон Изенбург-Бюдинген (1405 – 1451), дъщеря на граф Йохан II фон Изенбург-Бюдинген
- Йохан фон Золмс-Лих (* 1411; † 1457), граф на Золмс-Лих, женен ок. 17 октомври 1429 г. за Елизабет фон Кронберг-Рьоделхайм († 1438)
- Агнес фон Золмс-Браунфелс († 1415/1420), омъжена на 30 септември 1398 г. за граф Рупрехт IV фон Вирнебург († 1433)
- Елизабет фон Золмс-Браунфелс (* ок. 1410; † 18 октомври 1450), омъжена на 26 юли 1409 г. за граф Дитер I фон Изенбург-Бюдинген (ок. † 1461)
- Анна фон Золмс-Браунфелс († 1 януари/25 ноември 1433), омъжена I. пр. 9 юни 1409 г. за граф Герхард I фон Сайн († 1419), II. на 14 декември 1423 г. за граф Йохан II фон Юлих-Хайнсберг († 1438)
- Катарина фон Золмс-Браунфелс († 25 септември 1450), канонеса в Алтенберг близо до Вецлар (1418), абатиса на Алтенберг (1436)